# Filippo Murdaca
Filippo Murdaca (Locri, 20 aprile 1906 – Locri, 24 settembre 1999) è stato un politico italiano.

## Biografia
Laureato in giurisprudenza, è avvocato. Nel 1944 è fra i promotori della costituzione della sezione della Democrazia Cristiana di Locri. Nel 1946 venne eletto all'Assemblea Costituente con 19.422 voti. Alle elezioni politiche del 1948 diventa deputato. Dal 26 luglio del 1951 è nominato sottosegretario al Lavoro e alla previdenza sociale nel Governo De Gasperi VII, incarico che ricopre fino alla conclusione della legislatura. Nel 1953 viene rieletto alla Camera. Nel 1957 intanto suo fratello Michele diventa sindaco di Locri. 
Ricandidato alle elezioni politiche nel 1958, non viene rieletto. Nel 1961 diventa consigliere provinciale a Reggio Calabria. Nel 1963 si candida al Senato ed è il primo dei non eletti; subentra poi a Palazzo Madama il 23 giugno 1965 dopo la morte del collega Vittorio Pugliese. Alle successive elezioni del 1968 risulta nuovamente il primo dei non eletti e ancora una volta subentra al Senato il 25 novembre 1971 dopo la morte del collega Tommaso Spasari. Nel 1972 a fine legislatura abbandona la DC e aderisce al Movimento Sociale Italiano, con cui è candidato al Senato nel Lazio, senza risultare eletto. Termina così il proprio mandato parlamentare e si dedica all'attività forense.
Muore nel settembre 1999 all'età di 93 anni.